# Uji, Kyōto
Uji (japanska: 宇治市 ?, Uji-shi) är en stad i Kyōto prefektur i Japan. Staden fick stadsrättigheter 1951.  Uji ligger ca 15 km söder om centrala Kyōto.

## Historia
Uji har sitt ursprung som en knutpunkt mellan Kyoto, Nara och provinserna i östra Japan. 
Fujiwara-klanen etablerade sig i området under Heian-perioden (794-1185). Från denna period finns fortfarande
Byōdō-in-templet, byggt 1053, och Ujigami-helgedomen, byggt ca 1060. Bägge är delar av världsarvet Historiska monument i det gamla Kyoto (Städerna Kyoto, Uji och Otsu). 
Byōdō-in-templet finns på baksidan av 10 yen-mynten i Japan.
Sedan Muromachi-perioden (1378-1573) har teodling varit viktigt i Uji-området. Uji är i dag ett av de två stora teodlingsdistrikten i Japan. (Det andra är Shizuoka).
Uji stad bildades 1951 och hade då 38 000 invånare.

## Bilder

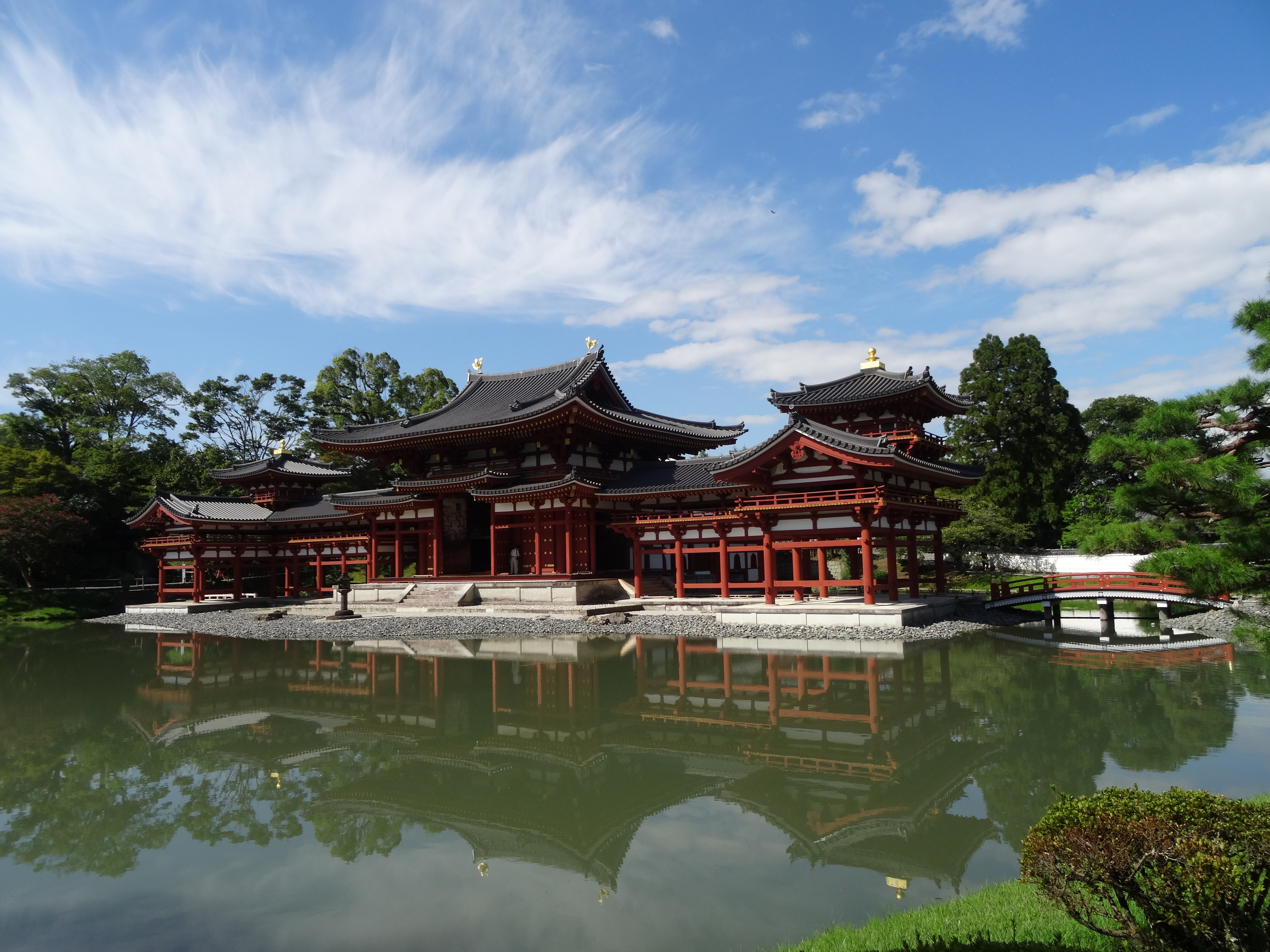
Byōdō-in-templet
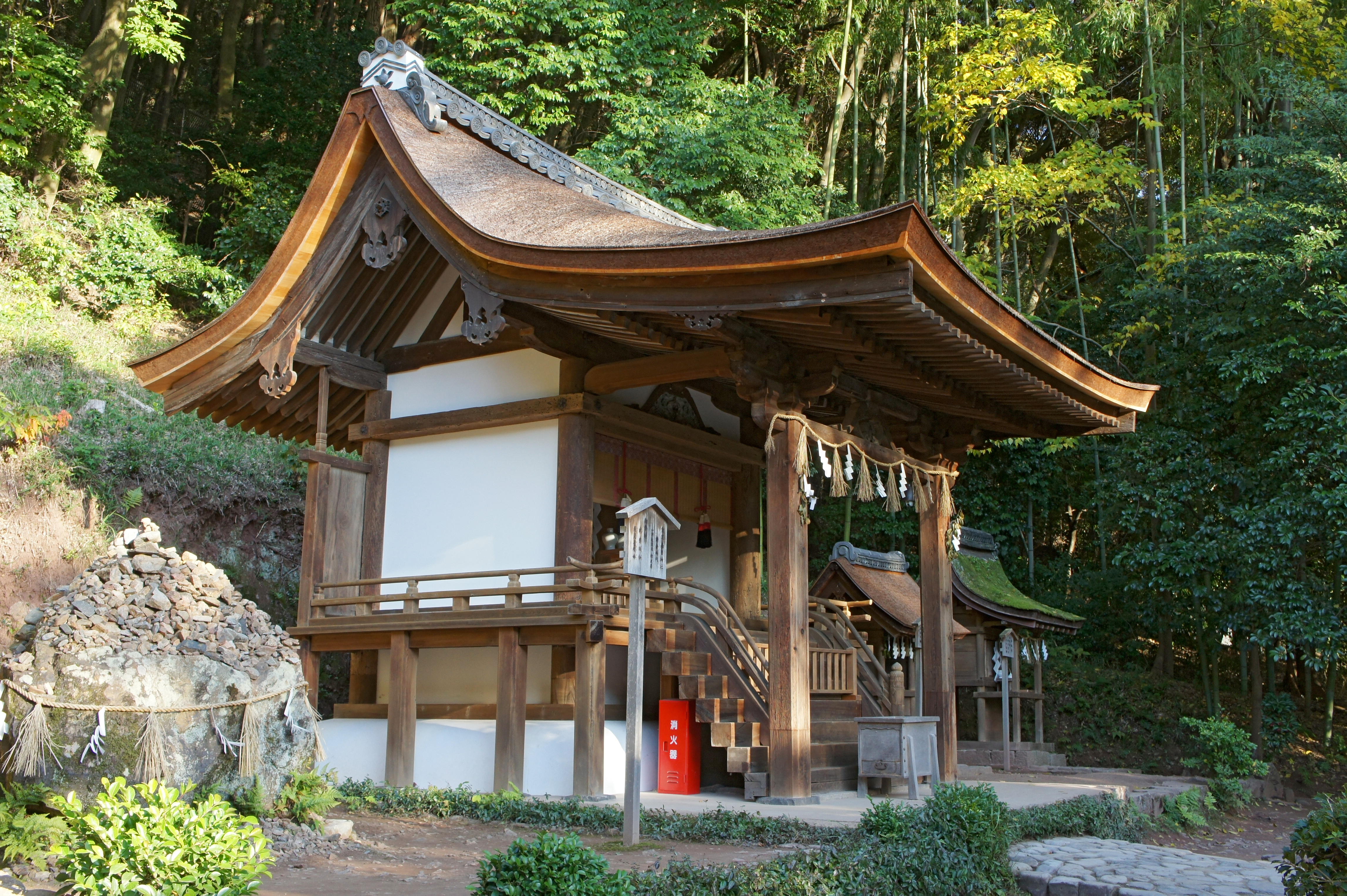
Ujigami-helgedomen
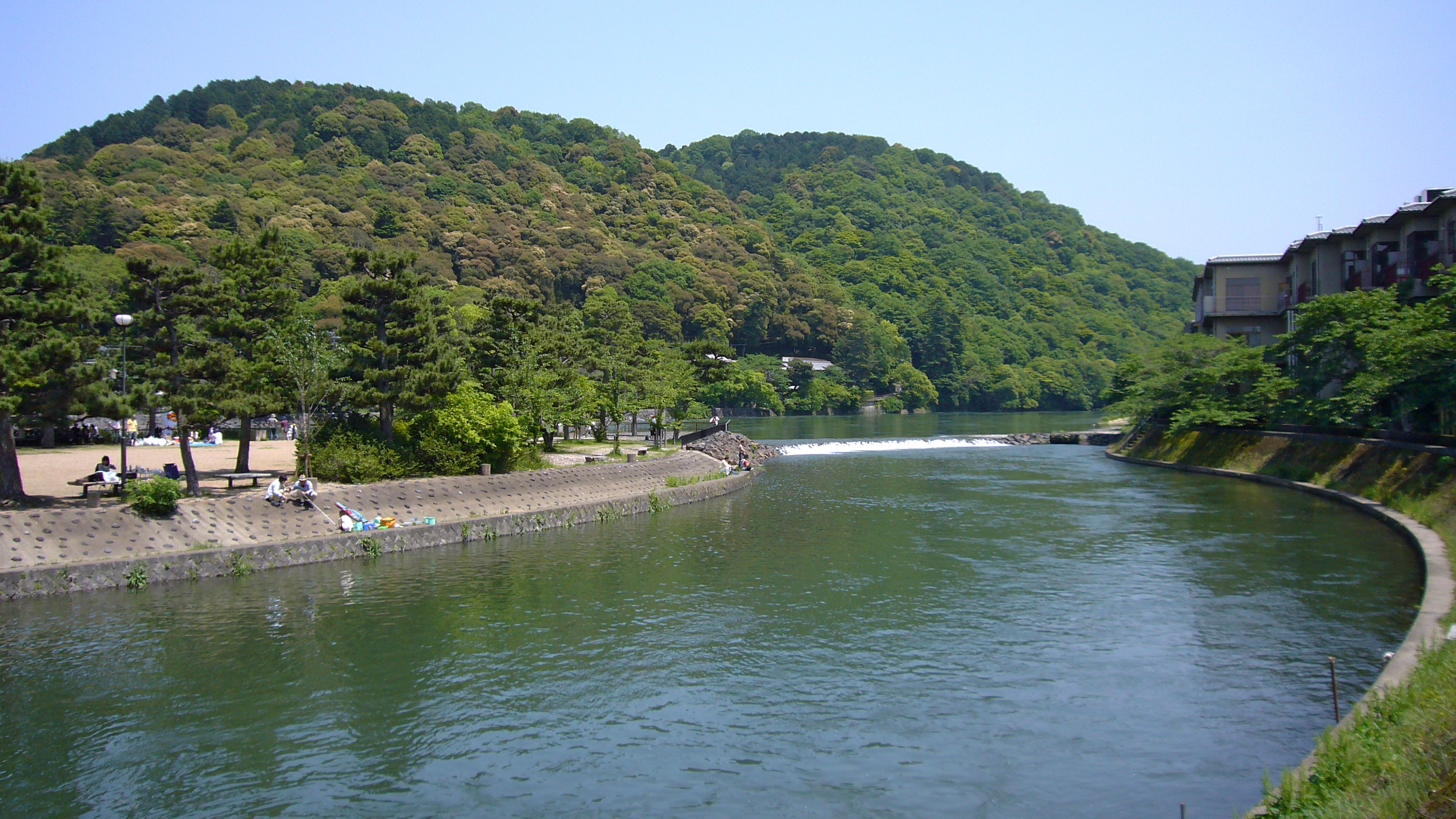
Ujigawa i centrala Uji